# Liste des personnages de Gundam 00

Cet article liste les personnages de la série animée japonaise Gundam 00.

## Celestial Being
Celestial Being est une organisation militaire indépendante qui prend le parti d'interdire toute guerre par la force, misant sur son avantage technologique. Les personnages principaux de la série sont les pilotes de robots très puissants, nommés Gundam.

### Gundam Meister
Setsuna F. SeieiDoublé par : Mamoru Miyano (VO), Mathieu Doang (VF)
Lockon StratosDoublé par : Shinichiro Miki (VO), Constantin Pappas (VF)
Allelujah HaptismDoublé par : Hiroyuki Yoshino (VO), Mathias Kozlowski (VF)
Tieria ErdeDoublé par : Hiroshi Kamiya (VO), Benjamin Pascal (VF)

## Royaume de l'Azadiztan
Marina IsmailDoublé par : Ayumi Tsunematsu (VO), Kelly Marot (VF)
Shirin BakhtiarDoublé par : Michiko Neya (VO), Celine Monsarrat (VF)

## Nations Unies (Saison 1)

### Union
L'Union Économique Mondiale, aussi appelé l'Union de l'Énergie Solaire et des Nations Libres, est une communauté politico-économique supranationale constitué des États américains, de l'Australasie et du Japon. Il contrôle le premier des trois ascenseurs orbitaux terminé, situés en Amérique du Sud.

#### Pilotes
Graham AkerDoublé par : Yūichi Nakamura (VO), Thomas Guitard (VF)
Daryl DodgeDoublé par : Rintarou Nishi (VO)
Howard Mason
Joshua EdwardsDoublé par : Jun Konno (VO)

#### Autres membres
Billy KatagiriDoublé par : Yuji Ueda (VO), Bruno Magne (VF)
Ralph EifmanDoublé par : Takaya Hashi (VO)

#### Civils
Saji CrossroadDoublé par : Miyu Irino (VO), Kelyan Blanc (VF)
Saji est un jeune étudiant en aérospatiale Japonais, et travaille à mi-temps en tant que livreur de pizza. À la suite du décès de ses parents, il vit avec sa sœur, Kinue. D'ordinaire gentil et calme, Saji doit néanmoins supporter son égocentrique et fatigante petite amie : Louise Halevy.
C'est un garçon sociable, il n'hésitera pas à faire la connaissance de son voisin, qui n'est autre que Setsuna. Enfin, il ne semble pas vraiment apprécier les actions entreprises par Celestial Being.
Kinue CrossroadDoublé par : Aya Endo (VO), Marie-Eugénie Maréchal (VF)
Louise HalevyDoublé par : Chiwa Saito (VO), Adeline Chetail (VF)

### LRH
La Ligue de Réforme Humaine, aussi appelé LRH (League Reform Human), est une communauté politique-économique supranationale constitué de plusieurs pays  asiatique. Il contrôle le deuxième des trois ascenseurs orbitaux terminé.

#### Pilotes
Sergei SmirnovDoublé par : Unshō Ishizuka (VO), Patrick Bethune (VF)
Soma PeriesDoublé par : Geneviève Doang (VF)
Soma Peries est le super-soldat « réussi » sorti de l'Institut de la HLR. Son corps a été modifié pour convenir à l'espace et est pourvu d'un contrôle du système nerveux renforcé. En raison du conditionnement psychologique dont elle a fait l'objet pour devenir le soldat parfait, elle n'exprime pas d'émotion. Elle pilotera le Tieren Taozi, une unité unique qui lui est spécialement adaptée, et deviendra un ennemi redoutable pour les Gundam et Celestial Being.
Soma Peries possède néanmoins un défaut : lorsqu'une personne qui a subi le conditionnement physique des super-soldats se trouve à proximité, celle-ci et Soma sont victimes d'une migraine qui les paralyse, voire les faits basculer dans un état proche de la folie.
MingDoublé par : Takashi Oohara (VO)

### AEU
L'Union Européenne Avancée, ou AEU (Advanced European Union), est une communauté politico-économique supranationale constitué de l'Islande, les îles de la Mer Barents, le Groenland, l'Anatolie, la Russie de l'Ouest (l'Est fait partie de la HLR) et l'intégralité du continent Européen. Malgré le contrôle de l'AEU de l'ascenseur orbital actuellement incomplet en Afrique, il ne possède aucun État membre sur le continent.

#### Pilotes
Patrick ColasourDoublé par : Kenji Hamada (VO), Benoît Du Pac (VF)
Faible, mais d'une résistance à toute épreuve, il voue un amour passionné pour Kati Mannequin.
Ali al-SaachezDoublé par : Keiji Fujiwara (VO), Gabriel Le Doze (VF)
Un mercenaire qui n'attache aucune importante à son corps d'armée, il n'a qu'une seule motivation : la guerre et peu importe ce qui en découle. C'est un pilote avec des capacités hors du commun, sans scrupule, violent, sadique. Il a une très bonne expérience du terrain avec ou sans Gundam, ce qui fait de lui un guerrier redoutable. C'est une vieille connaissance à Setsuna qui n'aura d'ailleurs aucun plaisir à le retrouver ici.

#### Autres membres
Kati MannequinDoublé par : Minami Takayama (VO), Maïté Monceau (VF)
Considérée comme la plus grande stratège de son époque, elle a été une connaissance de Sumeragi à l'université.

#### Civils
Louise HalevyDoublé par : Chiwa Saito (VO), Adeline Chetail (VF)
Originaire de L'AEU (Espagne), elle étudie au début de la série au Japon avec Saji.

### Autres
Alejandro CornerDoublé par : Yasunori Matsumoto (VO)
Membres du conseil des Nations unies

## Nations Unies (Saison 2)

### Earth Sphere Federation

#### Pilotes
Sergei SmirnovDoublé par : Unshō Ishizuka (VO), Patrick Bethune (VF)
Hank Hercules

### A-Laws

#### Pilotes
Graham Acker
Soma Peries
Barrack Zinnin
Patrick Colasour
Revive Revival
Bring Stabity
Healing Care
Devine Nova
Louise Halevy

#### Autres membres
Kati Mannequin
Billy Katagiri
Homer Katagiri
Arthur Goodman
Abra Rindt
Lee Jejan

## Innovateurs
Ribbons AlmarkDoublé par : Noboru Sogetsu (VO), Thomas Guitard (VF)
Leader des Innovades. Il croit avoir évolué au-dessus des Innovades et des Innovators.
Regene RegettaDoublé par : Romi Park (VO), Jessica Monceau (VF)
Il est le seul Innovade à suivre le plan d'Aeolia.
Revive Revival
Pilote du GNZ-003 Gadessa (Unit-01), possède un ADN identique à celui d'Anew Returner.
Healing Care
Pilote du GNZ-003 Gadessa (Unit-02) et du GNZ-005 Garazzo (Unit-02), elle possède le même ADN que Ribbons Almark.
Bring Stabity
Pilote du GNZ-005 Garazzo (Unit-01), il possède le même ADN que Divine Nova.
Devine Nova
Pilote de l'Empruss, il possède la même ADN que Bring Stabity.

## Katharon
Klaus GradoDoublé par : Tokuyoshi Kawashima (VO), Cédric Dumond (VF)
Shirin BakhtiarDoublé par : Michiko Neya (VO), Hélène Chanson (VF)
Lyle Dylandy, alias Jean one